# Perugia
Perugia (latinsko Perusia) je s 168.000 prebivalci glavno mesto italijanske dežele Umbrija in središče pokrajine Perugia v osrednji Italiji, ki jo prečka reka Tibera. Nahaja se približno 164 km severno od Rima in 148 km jugovzhodno od Firenc. Leži visoko na hribu, novejši del pa v okoliških dolinah. Dežela Umbrija je obkrožena z deželo Toskano na zahodu, na jugu z deželo Lacij in pokrajino Terni in na severu in na vzhodu z deželo Marke.

## Zgodovina
Perugia je eno od najstarejših mest na tleh današnje Italije. Mesto je v prazgodovini naseljevalo pleme Umbri.
Perugia je se prvič pojavi v pisni zgodovini v letih 310 ali 309 pr. n. št. kot Perusia, ena izmed 12 mestnih držav Etrurije. V letu 295 pr. n. št. je Etrurija sodelovala v tretji vojni med Samniti in Rimljani in se potem zmanjšala za državici Volsini in Arretium (Arezzo) in si s tem v naslednjem letu zagotovila mir. Rimljani so zgradili cesto Via Flaminia 220. pr. n. št., ki je postala mesto razvoja Perusie v antiki. Leta 216 do 205 pr. n. št. pomaga Rimu v drugi punska vojni, v bližini Transimerskega jezera je bila velika bitka. V času Rimske državljanske vojne med Markom Antonijem in Oktavijanom leta 40 pr. n. št. se je Perugia postavila na stran Marka Antonija, zato jo je Oktavijan popolnoma porušil. Izjema sta bila templja Vulkana in Junone zgrajena iz masivnih etruščanskih zidov. Mesto so Rimljani obnovili, vendar to ni postalo kolonija vse do leta 251-253 n. št., ko se je sem preselila Colonia Vibia Augusta Perusia pod cesarjem Trebonijan Gal-om.
V začetku srednjega veka je Perugia zamejala več gospodarjev (Ostrogoti, Bizanc, Langobardi, Franki).
V obdobju Lombardov je bila Perugia eno od glavnih mest Tuscia. V 9. stoletju je s soglasjem Karla Velikega in Ludvika Pobožnega prešla pod oblast papeža. V 11. stoletju je postala samostojna mestna državica in za več stoletij ohranila neodvisnost, sprta z mnogimi sosednjimi deželami in mesti - Foligno, Assisi, Spoleto, Todi, Siena, Arezzo itd. V letu 1186 je Henrik VI., rex romanorum in prihodnji cesar, mestu dodelil diplomatsko priznanje konzularnega mesta. Zatem je tudi papež Inocenc III. priznal uveljavljene pravice.
V Perugio so papeži ob različnih priložnostih pogosto prihajali iz Rima. Bila je mesto petih konklav, ko so izvolili papeža Honorija III. (1216), Klemena IV. (1285), Celestina V. (1294) in Klemena V. (1305). Perugia je služila papeškim interesom vendar ni nikoli sprejela papeške suverenosti.
Leta 1282 je bila Perugia izobčena zaradi vojaške ofenzive proti Gibelinom ne glede na papeževo prepoved. Od 13. stoletja stoji bronasti grifin v podobi leva nad vrati Palazzo dei Priori kot emblem Gvelfov, ki jim je Perugia ostala zvesta večino časa trajanja bojev med Gvelfi in Gibelini. Skozi celo 14. stoletje je Bartholus Sassoferrato, ugleden pravnik, trdil, da ni Perugia odvisna niti cesarske niti papeške podpore. Vendar je bil državljanski mir v 14. stoletju ves čas moten zaradi rivalstva med stranko ljudstva (Raspanti) in bogataši (Beccherini). Po atentatu na Biordo Michelottija, ki je sebe imenoval gospodar Perugie leta 1398, je mesto postalo figura italijanskih vojn, ki so potekale med Gian Galeazzo Viscontijem (1400), papežem Bonifacijem IX. (1403) in Ladislavom Neapeljskim (1408-1414).
Leta 1797 so mesto zavzeli francoski vojaki. 4. februarja 1798 je bila ustanovljena republika Tiberina ali Rimska republika, s Perugio kot glavnim mestom in francosko trobojnico kot zastavo. Leta 1799 se je republika Tiberina združila z Rimsko republiko.
Leta 1832, 1838 in 1854 je Perugio prizadel potres. 
Po propadu Rimske republike 1848-1849, ko je bila Rocca delno porušena, so jo maja 1849 zavzeli Avstrijci. V juniju 1859 so se prebivalci uprli in vzpostavili začasno vlado, vendar je vstajo krvavo zadušil Pij IX. Septembra 1860 je bilo mesto združeno, skupaj s preostalimi v Umbriji, kot del Kraljevine Italije.
V 14. stoljetju je bila v Perugii ustanovljena univerza, ena najbolj poznanih v Italiji.

## Geografija
Perugia je glavno mesto dežele Umbrija. Pomembnejša mesta so od Perugie oddaljena: Assisi 19 km, Siena 102 km, Firence 145 km, Rim 164 km.
Perugia se je razvila v hribovitem delu osrednjih Apeninov, na višini okoli 500 m. Mesto se nahaja na izrazito razgibanem terenu, tako da so razlike u višini posameznih delov mesta tudi do 250 m. Področje je precej potresno aktivno, zato je mesto v zgodovini doživelo več močnejših potresov (1832, 1838, 1854 in 1997).
Skozi mesto ne teče noben pomemben vodotok, znana reka Tibera teče vsega nekoliko kilometrov zahodno od mesta.

## Podnebje
Čeprav se Perugia nahaja v osrednjem delu Italije, ima mesto vlažno subtropsko podnebje (Köppnova podnebna klasifikacija), podobno kot velik del severne Italije. Poletja so topla, zime so mile. Najvišja poprečna letna temperatura znaša 18,7º C in najnižja poprečna letna temperatura je 7,4 ºC.

## Gospodarstvo
Perugia je postala znana po čokoladi, predvsem zaradi podjetja Perugina, katerega proizvod Baci je glavni izvozni artikel. Obrat družbe s sedežem v San Sisto (Perugia) je največji Nestle obrat od devetih lokacij v Italiji.
Mesto gosti čokoladni festival vsako leto oktobra. V predmestju je veliko število malih in srednjih podjetij.

## Demografija
V letu 2007 je živelo v mestu 162.097 ljudi, med katerimi je bilo 47,7 % moških in 52,3% žensk. Mladoletnih oseb (otroci, starih od 18 in mlajši) je bilo 16,41 odstotkov prebivalstva, upokojencev pa 21,51 odstotka. Povprečna starost prebivalcev Perugie je bila 44 let, v primerjavi z italijanskim povprečjem ki znaša 42 let. Med letoma 2002 in 2007 se je število prebivalcev povečalo za 7,86 %, medtem ko je v Italij zraslo za 3,85 %.
V letu 2006 je bilo 90,84% prebivalstva italijanskega. Največja skupina priseljencev prihaja iz drugih evropskih držav (predvsem iz Albanije in Romunije) 3,93%, iz Amerike 2,01 % in Severne Afrike 1,3 %. Večina prebivalcev je katoliška.

## Izobraževanje
Perugia danes gosti dve univerzi, starodavno Università degli Studi (Univerza v Perugii) in univerzo za tujce (Università na Stranieri). Druga služi študentom iz vsega sveta. Druge izobraževalne ustanove Perugie so še: Fine Arts Academy "Pietro Vannucci" (ustanovljena leta 1573), Glasbeni konservatorij za študij klasične glasbe, in šola RAI - javna radiodifuzija, televizija in novinarstvo. V mestu je tudi Inštitut Umbra, akreditiran univerzitetni program za ameriške študente, ki študirajo v tujini, Università dei sapori (Univerza okusov) in Nacionalni center za poklicno izobraževanje in usposabljanje v prehrani.

## Znamenitosti v mestu
Najpomembnejše zgradbe v mestu so:
- Stolnica Perugia (italijansko Cattedrale Metropolitana di San Lorenzo), 12-14. stoletje
- Cerkev in samostan sv. Petra, 16. stoletje
- Bazilika San Domenico, Perugia (začela leta 1394 in končala leta 1458). Stoji v kraju, kjer je bil v srednjem veku trg in semenj konj in so leta 1234 prebivali Dominikanci. Po Vasariju, je cerkev zasnoval Giovanni Pisano. Notranji dekor je delo Carla Maderna, medtem ko je bil ogromen zvonik delno zmanjšan okoli sredine 16. stoletja. Je tipičen primer umbrijskem umetnosti. V cerkvi je grob papeža Benedikta XI. in renesančni leseni kor.
- Cerkev Sant'Angelo ali San Michele Arcangelo (5. - 6. stoletje). Je primer paleo - krščanske umetnosti, in spominja na Rotondo Santo Stefano v Rimu. Ima 16 starinskih stebrov.
- Palazzo dei Priori, Perugia (Mestna hiša), 14. stoletje - kompleks zajema Collegio del Cambio, Collegio della Mercanzia in Galleria Nazionale in je ena izmed največjih italijanskih stavb. Collegio del Cambio ima freske Pietra Perugina, medtem ko ima Collegio della Mercanzia fino leseno notranjost iz poznega 14. stoletja;
- Fontana Maggiore, 13. stoletje - srednjeveški vodnjak, ki ga je zasnoval Fra Bevignate in izklesala Nicola in Giovanni Pisano.
- Galleria Nazionale dell' Umbria (Narodna galerija umbrijske umetnosti) srednjega veka in renesanse (tukaj so med drugimi dela Duccia, Piera della Francesca, Beata Fra Angelica, Perugina)
- Kapela San Severo, ki hrani freske, ki sta jih naslikala Rafael in Perugino.
- Etruščanski vodnjak,
- Etruščanski obok.

- Palazzo-Priori
- Fontana Maggiore
- Etruščanska vrata
- Stolnica San Lorenzo
- Menjalnica
- Menjalnica, Peruginove freske

## Znane osebnosti
Nekaj znanih osebnosti: 
- Baldo degli Ubaldi (pravnik, 1319-1400);
- Arm Fortebracci (vodja, 1368-1424);
- Fiorenzo di Lorenzo (slikar, 1440-1525);
- Bernardino di Benedetto di Biagio, znan kot Pinturicchio (tudi Pintoricchio) (slikar, 1454-1513),
- Malatesta Baglioni II (vodja, 1491-1513);
- Galeazzo Alessi (arhitekt 0,1512-1572),
- Vincenzo Danti (kipar in gradbenik, 1530-1576),
- Luigi Canali (znanstvenik in astronom, 1759-1814);
- Annibale Mariotti (zdravnik, 1737-1801 ),
- Francesco Morley (glasbenik, 1784-1841);
- Orazio Antinori (raziskovalec, 1811-1882),
- Luigi Bonazzi (zgodovinar, 1811-1879);
- Fabbretti Ariodante (zgodovinar, 1816-1894);
- Alinda Brunacci Brunamonti (pesnik, 1841 - 1903);
- Giuseppina Pasqua (pevec, 1882-1982),
- Aldo Capitini (filozof, 1899-1969),
- Sandro Penna (pesnik, 1906-1977).

## Pobratena in sestrska mesta
Perugia je pobratena z naslednjimi mesti:
- Aix-en-Provence, Francija[7][8]
- Bratislava, Slovaška, since 1962[9]
- Grand Rapids, ZDA
- Potsdam, Nemčija[10]
- Seattle, ZDA
- Tübingen, Nemčija
- Manaus, Brazilija